# Emilio Benfele Álvarez
Emilio Benfele Álvarez (* 15. November 1972 in Figueres) ist ein ehemaliger spanischer Tennisspieler.

## Karriere
Emilio Benfele Álvarez wurde als Sohn zweier Architekten geboren und wuchs mit einer Schwester auf. Im Alter von 9 Jahren begann er mit dem Tennisspielen. Sein bevorzugter Bodenbelag während seiner aktiven Laufbahn war Sand.
Erste Erfolge stellten sich in seiner Karriere 1992 ein, als er als Qualifikant im Einzel das Finale von Salerno erreichte, in dem er dem Argentinier Gabriel Markus unterlag. Ein Jahr später gewann er das Turnier in Riemerling. In den Jahren 1993 und 1994 gewann er jeweils mit Pepe Imaz das Turnier in Sevilla, dies waren seine ersten Turniererfolge im Doppel.
Im April 1997 platzierte Álvarez sich in den Top 100 der Tennisweltrangliste, nachdem er bei den Monte Carlo Masters das Achtelfinale erreicht hatte. Mit dem Halbfinaleinzug in Prag, wo er gegen den späteren Turniersieger Cédric Pioline verlor, nahm er eine Woche später mit Platz 81 den besten Rang seiner Karriere ein. Im Jahr 1999 spielte er sich in vier Challenger-Finalpartien. Auf Sylt und in Samarqand verlor er jeweils das Finale, in Scheveningen und Kiew konnte er die Turniere für sich entscheiden.
Im Jahr 2000 konnte er sein einziges Einzelfinale auf der ATP-Tour erreichen.jedoch musste er in Kitzbühel das Finalmatch gegen seinen Landmann Àlex Corretja im dritten Satz aufgeben. 2001 verlor er das Challenger-Finale in Bukarest und 2002 spielte er sein letztes Einzelfinale in Genf.
Nach 2005 spielte er bei keiner Einzelkonkurrenz eines professionellen Turniers mehr. Bei seiner letzten Challengerteilnahme im Doppel, verlor er 2012 gemeinsam mit Adelchi Virgili das Doppelfinale in Marbella gegen Andrei Kusnezow und Javier Martí.

## Erfolge
| Legende (Anzahl der Siege)  |
| Grand Slam                  |
| ATP World Tour Finals       |
| ATP World Tour Masters 1000 |
| ATP World Tour 500          |
| ATP World Tour 250          |
| ATP Challenger Tour (16)    |

### Einzel

#### Turniersiege
| Nr. | Datum              | Turnier      | Belag | Finalgegner      | Ergebnis             |
| --- | ------------------ | ------------ | ----- | ---------------- | -------------------- |
| 1.  | 25. April 1993     | Riemerling   | Sand  | Xavier Daufresne | 6:2, 6:2             |
| 2.  | 25. Juli 1999      | Scheveningen | Sand  | Martin Verkerk   | 6:3, 3:6, 3:2 aufgg. |
| 3.  | 12. September 1999 | Kiew         | Sand  | Andrei Stoljarow | 6:1, 6:2             |

#### Finalteilnahmen
| Nr. | Datum         | Turnier   | Belag | Finalgegner   | Ergebnis             |
| --- | ------------- | --------- | ----- | ------------- | -------------------- |
| 1.  | 30. Juli 1993 | Kitzbühel | Sand  | Àlex Corretja | 3:6, 1:6, 0:3 aufgg. |

### Doppel

#### Turniersiege
| Nr. | Datum              | Turnier         | Belag | Doppelpartner          | Finalgegner                        | Ergebnis         |
| --- | ------------------ | --------------- | ----- | ---------------------- | ---------------------------------- | ---------------- |
| 1.  | 3. Juli 1993       | Sevilla (1)     | Sand  | Pepe Imaz              | Steve Campbell John Yancey         | 6:7, 6:1, 6:2    |
| 2.  | 3. Juli 1994       | Sevilla(2)      | Sand  | Pepe Imaz              | Patrick Baur Torben Theine         | 6:1, 6:3         |
| 3.  | 13. Juni 1999      | Weiden          | Sand  | Dušan Vemić            | Simon Aspelin Johan Landsberg      | 6:7, 6:2, 6:4    |
| 4.  | 29. August 1999    | Genf            | Sand  | Álex López Morón       | Paul Hanley Nathan Healey          | 7:5, 6:3         |
| 5.  | 14. Mai 2000       | Ljubljana       | Sand  | Álex López Morón       | Paul Rosner Jason Weir-Smith       | 6:3, 6:4         |
| 6.  | 27. August 2000    | Mönchengladbach | Sand  | Luis Horna             | Francisco Costa Germán Puentes     | 7:61, 1:6, 7:5   |
| 7.  | 23. Juni 2002      | Lugano (1)      | Sand  | Giorgio Galimberti     | Christian Kordasz Kim Tiilikainen  | 4:6, 7:6, 6:2    |
| 8.  | 12. Oktober 2002   | Barcelona (1)   | Sand  | Mariano Hood           | Karsten Braasch Peter Nyborg       | 6:4, 6:4         |
| 9.  | 1. Juni 2003       | Turin           | Sand  | Gabriel Trujillo Soler | Jack Brasington Dmitri Tursunow    | 6:4, 6:2         |
| 10. | 24. April 2004     | Barcelona (2)   | Sand  | Gabriel Trujillo Soler | Ignacio González King Diego Moyano | 4:6, 6:3, 6:4    |
| 11. | 13. Juni 2004      | Lugano (2)      | Sand  | Giorgio Galimberti     | Enzo Artoni Ignacio González King  | 6:4, 6:3         |
| 12. | 20. Juni 2004      | Braunschweig    | Sand  | Tomas Behrend          | Jaroslav Levinský David Škoch      | 6:2, 6:73, 7:610 |
| 13. | 12. September 2004 | Genua           | Sand  | Álex López Morón       | Massimo Bertolini Tom Vanhoudt     | 6:3, 6:4         |

#### Finalteilnahmen
| Nr. | Datum              | Turnier  | Belag | Doppelpartner    | Finalgegner                    | Ergebnis      |
| --- | ------------------ | -------- | ----- | ---------------- | ------------------------------ | ------------- |
| 1.  | 30. September 2001 | Palermo  | Sand  | Enzo Artoni      | Tomás Carbonell Daniel Orsanic | 2:6, 6:2, 2:6 |
| 2.  | 15. September 2002 | Bukarest | Sand  | Andrés Schneiter | Jens Knippschild Peter Nyborg  | 3:6, 3:6      |